# Île d'Ambre
L'Île d'Ambre  (in inglese Amber Island) è una piccola isola disabitata situata al largo della costa nord-orientale di Mauritius.
L'isola fa parte del Parco nazionale delle Isole minori che raggruppa alcune isole e isolotti che sorgono al largo delle coste dell'isola madre.

## Territorio
Ile d'Ambre è una piccola isola rocciosa disabitata che sorge a poche centinaia di metri dalla costa nord-orientale di Mauritius, all'interno della barriera corallina. L'isola non ha grandi spiagge ma numerose piccole lagune ricoperte da mangrovie. È attraversata da alcuni sentieri delimitati da muretti in pietra e sono presenti anche alcuni edifici abbandonati, così come i resti di un vecchio frutteto e di un rimboschimento a pineta.

## Flora
Il profilo costiero dell'isola è occupato da una fitta mangrovia dominata da Rhizophora mucronata, e con una presenza più limitata di Bruguiera gymnorrhiza . Alle spalle della mangrovia prosperano altre specie native quali Thespesia populnea, Pemphis acidula, Zoysia spp. e Hibiscus spp. oltre a qualche esemplare di Casuarina. Nella parte nord-orientale dell'isola sopravvive una piccola popolazione di circa 10 esemplari dell'endemica Latania loddigesii.

## Fauna
Gli unici mammiferi presenti sull'isola sono specie alloctone introdotte accidentalmente: tra queste il ratto comune (Rattus rattus), il toporagno muschiato (Suncus murinus) e il tenrec (Tenrec ecaudatus).
Sull'isola sono presenti lo scinco di Bojer (Gongylomorphus bojerii) e il geco di Coin de Mire (Nactus coindemirensis).
Merita infine la menzione la presenza di un ricco contingente di farfalle autoctone tra cui si annoverano Euploea euphon (Nymphalidae), Amauris phoedon (Nymphalidae), Papilio manlius (Papilionidae), Henotesia narcissus (Nymphalidae), Catopsilia thauruma (Pieridae) e Neptis frobenia (Nymphalidae).